# Бойцун Олександр
Олександр Бойцун (7 серпня 1878, Тернопіль — 18 березня 1949, табір Буцбах, Німеччина) — український галицький педагог, професор гімназії, громадський діяч.

## Життєпис
Народився 7 серпня 1878 року в м. Тернопіль.
Навчався у Львівському та Празькому університетах.
Працював викладачем української та латинської мов Української гімназії Тернополя (1905—1908), очолював гімназію товариства «Рідна школа» в місті Чорткові.
Делегат Української Національної Ради ЗУНР, представляв місто Самбір. Потім працював викладачем у гімназії Станиславова.
У 1944 році емігрував до Німеччини, де очолював українську гімназію в таборі для переміщених осіб.
Помер 18 березня 1949 року в таборі Буцбах, Німеччина.